# Весна Јовановић Клингер
Весна Јовановић Клингер (Арнајево, 24. мај 1963) српска је новинарка, продуценткиња и инокореспонденткиња, која живи и ради у Бечу.

## Биографија
Весна Јовановић Клингер је рођена у Арнајеву, у општини Барајево. Друштвено-политичким радом је почела да се бави још као врло млада. У периоду 1984–1986. године обављала је функцију председника ОК ССО Барајево, а затим команданта ОРА „Београд” у два мандата – 1987. и 1988. Учестовала је у седам омладинских радних акција од Триглава до Вардара. Свеукупна криза 1990-их, настала као последица распада Југославије, ратова и санкција, допринела је да се исели у Аустрију.
Патриотска осећања, прожета носталгијом, надахнула су је да постојеће везе између земље рођења и земље боравка ојача, а нове успостави. Вођена тиме, у Бечу је 2015. основала Интеграционо и културно удружење „Фокус”, са циљем да промовише активне културне, привредне и све друге делатнике из Србије, Аустрије и других земаља у којима живи српска дијаспора, да поспеши њихову интеграцију (не и асимилацију) у ново друштво, али и да спроводи хуманитарне акције. Удружење „Фокус” је и организатор „Српских дана културе” у Бечу, а Јовановић Клингер га је функцији председника водила осам година, настављајући да и након тога активно учествује у баштињењу српске, али и опште културе и традиције.
Она је и новинарка и продуценткиња аустријске ТВ „Окто”, на којој је од 2015. године водила емисију „Фокус”, у којој је јавности у Аустрији презентовала српске ствараоце, привреднике, манифестације и српску културу и традицију, попуњавајући уочену медијску празнину. Како је изјавила у интервјуу за Радио Београд, новинари имају велику моћ, али тиме и одговорност да поштују морална начела.
Весна Јовановић Клингер се залаже за већа права Срба у Аустрији, признавање српског језика као самосталног и давање Србима статуса националне мањине.
Добитница је бројних признања за свој рад, међу којима су признање Српског-академског друштва „Византија” из Београда и захвалнице Савеза српске дијаспоре Словеније и Савеза Срба Француске.
Увршћена је у „Енциклопедију националне дијаспоре”, коју уређује Иван Калаузовић Иванус.
Чланица је Независног удружења новинара Србије и Међународне федерације новинара.
Живи на релацији Беч–Арнајево.